# Нембе
Нембе (англ. Nembe) — город и район местного управления в юго-восточной Нигерии, в штате Байэлса, в дельте Нигера, а также традиционное государство, относившееся к Конфедерации Аро.
Традиционное поселение племени нембе, относящегося к народу иджо. Дельта Нигера была центром трансатлантической работорговли, поэтому этническая территория иджо получила название Невольничий берег. Брасс и Нембе стали в XVII—XIX вв. главными рынками рабов, управляемыми африканскими торговцами, которых поощряли европейцы, и отправляли военные каноэ во внутренние районы, особенно в страну игбо —  Эбо (Игболенд) за рабами для обмена на товары, полученные у европейских купцов — хлопчатобумажные ткани, огнестрельное оружие, металлические изделия и другие. В XIX веке на смену работорговле пришла торговля пальмовым маслом. Монополия на торговлю пальмовым маслом в восточной части дельты Нигера принадлежала Джа-Джа, правителю созданного в 1869 году города-государства Опобо. В 1870—1887 гг. иджо вели борьбу против британской торговой и территориальной экспансии в дельте Нигера.
Вождём (аманьянабо) Нембе является с 2008 года Эдмунд Мадуэбебе Даукору, генеральный секретарь Организации стран — экспортёров нефти (ОПЕК) в 2006 году. В 1954—1980 годах аманьянабо Нембе был Фрэнсис Аллагоа (Francis Ossomade Joseph Allagoa, Mingi X), который начал карьеру как переводчик. В 1930 году он был придан в этом качестве комиссии, расследовавшей волнения в Восточной области. На момент избрания вождём в 1954 году он был судьей. Ему наследовал его сын Эзеолиза Аллагоа, а после его смерти в 2008 году — Эдмунд Даукору.
Территория района Нембе входит в лесной заповедник  Эдуманом.